# Поляризация (вълни)
Вижте пояснителната страница за други значения на поляризация.
Поляризация е свойство на напречните вълни, което отразява геометричната ориентация на трептенията на вълната. При напречните вълни посоката на трептене е перпендикулярна на посоката на движение на вълната. Един прост пример на поляризирана напречна вълна са вибрациите по опъната струна (виж илюстрацията); например струна в музикалните инструменти. В зависимост от дърпането на струната трептенето може да е вертикално, хоризонтално или под ъгъл спрямо струната. Обратно, при надлъжните вълни, например звуковите вълни, разпространяващи се в газ или течност, отместването на частиците на средата е винаги в посоката на разпространение, затова при тези вълни не се наблюдава поляризация. Сред напречните вълни, при които се наблюдава поляризация, са електромагнитните вълни (светлината), радиовълните), гравитационните вълни, и напречните звукови вълни в твърди тела (на английски: shear waves).
Всяка електромагнитна вълна, включително светлината, се състои от двойка перпендикулярни едно на друго електрично поле и магнитно поле; прието е, че поляризацията на електромагнитните вълни се отнася до посоката на вектора на електричното поле. В случаите на линейна поляризация, векторът на полето трепти в една посока. При кръгова поляризация или елиптична поляризация, векторът на полето се върти, но остава в една равнина. Въртенето може да е в две посоки: надясно по правилото на дясната ръка – тогава се нарича дясна кръгова поляризация; или наляво по правилото – тогава се нарича лява кръгова поляризация.
Светлината и другите видове електромагнитно излъчване от най-различни източници: Слънцето, пламъците, лампата с нажежаема жичка, е съставена от къси поредици вълни с еднаква смес от поляризации и се нарича „неполяризирана светлина“. Тя може да се поляризира след преминаване на такъв светлинен лъч през поляризатор, който пропуска само вълните с еднаква поляризация. Най-широко използваните оптични материали нямат качествата на поляризатори, макар че при отражение на светлината под ъгъл се наблюдава частична поляризация на отразения лъч. Съществуват специални материали, които демонстрират двойно лъчепречупване, дихроизъм или оптична активност и взаимодействат със светлината в зависимост от нейната поляризация. Такива материали с в основата на поляризационните филтри.
Според квантовата механика, електромагнитните вълни могат да се разглеждат и като потоци от фотони. При това разглеждане поляризацията на електромагнитните вълни се определя от техния спин. Проекцията на спина на фотона (спиралност на английски: helicity спрямо посоката му на движение има две възможни ориентации: отрицателна, срещу движението или положителна, по движението (съответно лява и дясна). Кръгово поляризираните електромагнитни вълни са съставени от фотони с еднотипен спин, или ляво-ориентиран, или дясно-ориентиран. Линейно поляризираните светлинни вълни са съставени от кръгово поляризирани вълни с еднакви амплитуди и фази на фотони от двата вида, но синхронизирани така, че трептенията се извършват в равнина.
Поляризацията е важен параметър в области на науката и техниката, работещи с напречни вълни, като оптика, сеизмология, радио и микровълни. Тя играе основна роля в технологии като лазерите, безжичните и оптичните далекосъобщения и радарите. В бита поляризацията на светлината намира широко приложение в LCD, филтри и слънчеви очила.